# Muhammad Asif
Muhammad Asif (* 17. März 1982 in Faisalabad), gelegentlich auch Mohammed Asif, ist ein pakistanischer Snookerspieler, der sich 2022 für zwei Jahre für die professionelle World Snooker Tour qualifizieren konnte. Zuvor hatte er als Amateur viermal die pakistanische Snooker-Meisterschaft, dreimal die Amateurweltmeisterschaft und einmal die Asienmeisterschaft im Six-Red-Snooker gewinnen können.

## Karriere
Geboren in Faisalabad, machte Asif dort in einem lokalen Snookerclub seine ersten Erfahrungen mit dem Snookerspiel. Der Club wurde auch während seiner Karriere zu seinem Trainingsort. Asif gewann 2009 erstmals die pakistanische Snooker-Meisterschaft, 2012 zum zweiten Mal. In den folgenden Jahren nahm er regelmäßig an internationalen Turnieren teil. Trotz guter Ergebnisse gelang ihm erst bei der Amateurweltmeisterschaft 2012 der erste große Erfolg, als er ins Finale einzog und sich dort gegen Gary Wilson durchsetzte. Wenig später gewann er zudem noch die Asienmeisterschaft im Six-Red-Snooker. Insbesondere der Gewinn der Amateurweltmeisterschaft erfuhr eine große Beachtung in der pakistanischen Öffentlichkeit. Der pakistanische Verband hatte wegen finanzieller Probleme erst davon abgesehen, Spieler zu nominieren, dank einer Spendensammlung von Verbandsmitarbeitern konnte Asif aber das Startgeld bezahlen. Durch den Titelgewinn hätte Asif Profispieler werden können, lehnte den angebotenen Startplatz aber ab. Grund dafür waren Asifs finanzielle Probleme; er hätte sich das Leben als Profi in England nicht leisten können. Erst später fand sich ein Sponsor, doch eine nachträgliche Akkreditierung zum Profispieler blieb aus.
Dank seines Erfolges bei der 6-Red-Asienmeisterschaft wurde er danach dreimal zur professionellen 6-Red World Championship eingeladen. Schied er 2013 noch in der Gruppenphase aus, so war 2014 erst in der Runde der letzten 32 und 2015 erst im Achtelfinale Schluss. Zwischenzeitlich war Asif weiterhin Dauergast bei internationalen Turnieren. Trotz weiterhin guter Ergebnisse insbesondere bei der pakistanischen Meisterschaft und der Asienmeisterschaft blieben weitere Titelgewinne zunächst aus. Die Durststrecke endete erst mit dem Gewinn der pakistanischen Meisterschaft 2018. Danach schied er bei der Amateurweltmeisterschaft 2018 im Viertelfinale aus. Mehr Erfolg hatte er zwischenzeitlich in Teamwettbewerben gehabt; 2013 und 2017 hatte er den IBSF World Team Cup gewonnen, 2014 zudem im Finale gestanden. 2018 gewann er die asiatische Team-Meisterschaft. Des Weiteren hatte er 2015 bei der IBSF 6-Red-Snooker-Weltmeisterschaft, der Amateurweltmeisterschaft im Six-Red-Snooker, das Viertelfinale erreicht. 2019 erreichte er dort sogar das Endspiel, unterlag aber Laxman Rawat. Noch mehr Erfolg hatte er bei den folgenden Turnieren, denn er gewann sowohl die Amateurweltmeisterschaft 2019 als auch die pakistanische Meisterschaft 2020. Dagegen misslang ihm der Versuch, sich über die Q School 2019 für die Profitour zu qualifizieren.
2022 erreichte er sowohl bei der Asienmeisterschaft als auch bei der Amateurweltmeisterschaft das Halbfinale. Wenig später nahm er an der neuen Asia-Oceania Q School teil, einer neuen Möglichkeit für asiatische Spieler, sich für die professionelle World Snooker Tour zu qualifizieren. Asif erreichte direkt im ersten Event das Finale und qualifizierte sich mit einem Sieg über seinen Landsmann Asjad Iqbal für die Profitour.
Von seiner ersten Profisaison verpasste er allerdings einen erheblichen Teil, weil er auf ein Visum warten musste. Erst im Oktober 2022 konnte er nach England einreisen und verlor sein erstes Spiel gegen Graeme Dott mit 0:4. Doch schon bei den English Open holte er gegen Oliver Brown den ersten Sieg und auch bei der UK Championship und nach dem Jahreswechsel beim German Masters gewann er das Auftaktspiel. Aufgrund der verpassten Turniere stand er aber nach einem Jahr nur auf Platz 110 der Weltrangliste. Das zweite Jahr begann vielversprechend mit einem ausgeglichenen Auftakt bei der Championship League und dem Erreichen der dritten Runde bei den English Open mit einem Sieg über Fan Zhengyi. In der Folge war er aber gegen ähnlich starke und stärkere Gegner chancenlos. Bis zum Jahresende gewann er kein Spiel mehr und 2024 trat er nicht mehr an. Damit endete nach zwei Jahren seine Profizeit wieder.

## Erfolge
Einzel
| Ausgang         | Jahr | Turnier                               | Finalgegner     | Ergebnis |
| --------------- | ---- | ------------------------------------- | --------------- | -------- |
| Amateurturniere |      |                                       |                 |          |
| Sieger          | 2009 | Pakistanische Snooker-Meisterschaft   | Muhammad Sajjad | 6:2      |
| Sieger          | 2012 | Pakistanische Snooker-Meisterschaft   | Sultan Mohammad | 8:2      |
| Sieger          | 2012 | IBSF-Snookerweltmeisterschaft         | Gary Wilson     | 10:8     |
| Sieger          | 2013 | ACBS-6-Red-Snooker-Asienmeisterschaft | Amir Sarkhosh   | 7:4      |
| Sieger          | 2018 | Pakistanische Snooker-Meisterschaft   | Mohammad Bilal  | 8:5      |
| Zweiter         | 2019 | IBSF 6-Red-Snooker-Weltmeisterschaft  | Laxman Rawat    | 5:6      |
| Sieger          | 2019 | IBSF-Snookerweltmeisterschaft         | Jefrey Roda     | 8:5      |
| Sieger          | 2020 | Pakistanische Snooker-Meisterschaft   | Shahid Aftab    | 8:7      |
| Sieger          | 2022 | Asia-Oceania Q School – Event 1       | Asjad Iqbal     | 4:2      |

Mannschaft
| Ausgang | Jahr | Turnier                              | Teampartner     | Gegner im Finale                          | Endstand |
| ------- | ---- | ------------------------------------ | --------------- | ----------------------------------------- | -------- |
| Sieger  | 2013 | IBSF World Team Cup                  | Muhammad Sajjad | Soheil Vahedi Amir Sarkhosh               | 5:3      |
| Zweiter | 2014 | IBSF World Team Cup                  | Muhammad Sajjad | Fung Kwok Wai Lee Chun Wai                | 3:5      |
| Zweiter | 2014 | ACBS-Team-Snooker-Asienmeisterschaft | Muhammad Sajjad | Kamal Chawla Dharminder Lilly Faisal Khan | 1:3      |
| Sieger  | 2017 | IBSF World Team Cup                  | Babar Masih     | Muhammad Sajjad Asjad Iqbal               | 5:4      |
| Sieger  | 2018 | ACBS-Team-Snooker-Asienmeisterschaft | Babar Masih     | Pankaj Advani Manan Chandra Malkeet Singh | 3:2      |